# Blepharis tanae
Blepharis tanae är en akantusväxtart som beskrevs av Diana Margaret Napper. Blepharis tanae ingår i släktet Blepharis och familjen akantusväxter. Inga underarter finns listade i Catalogue of Life.